# 圣保罗座堂 (惠灵顿)
圣保罗座堂（英語：St Paul's Cathedral）是圣公会惠灵顿教区的主教座堂，始建于1955年，完成于1998年。由于1931年霍克斯湾大地震的影响，它使用钢筋混凝土建造，其他的选择都不切实际。1964年它行使主教座堂功能。
木制的圣母堂位于座堂的北侧。
圣保罗座堂坐落在郊区桑登的山街，靠近新西兰政府所在地的中心。国会位于座堂正门的马路对面，新西兰国家图书馆则位于对面的街角，毗邻新西兰上诉法院和高等法院。

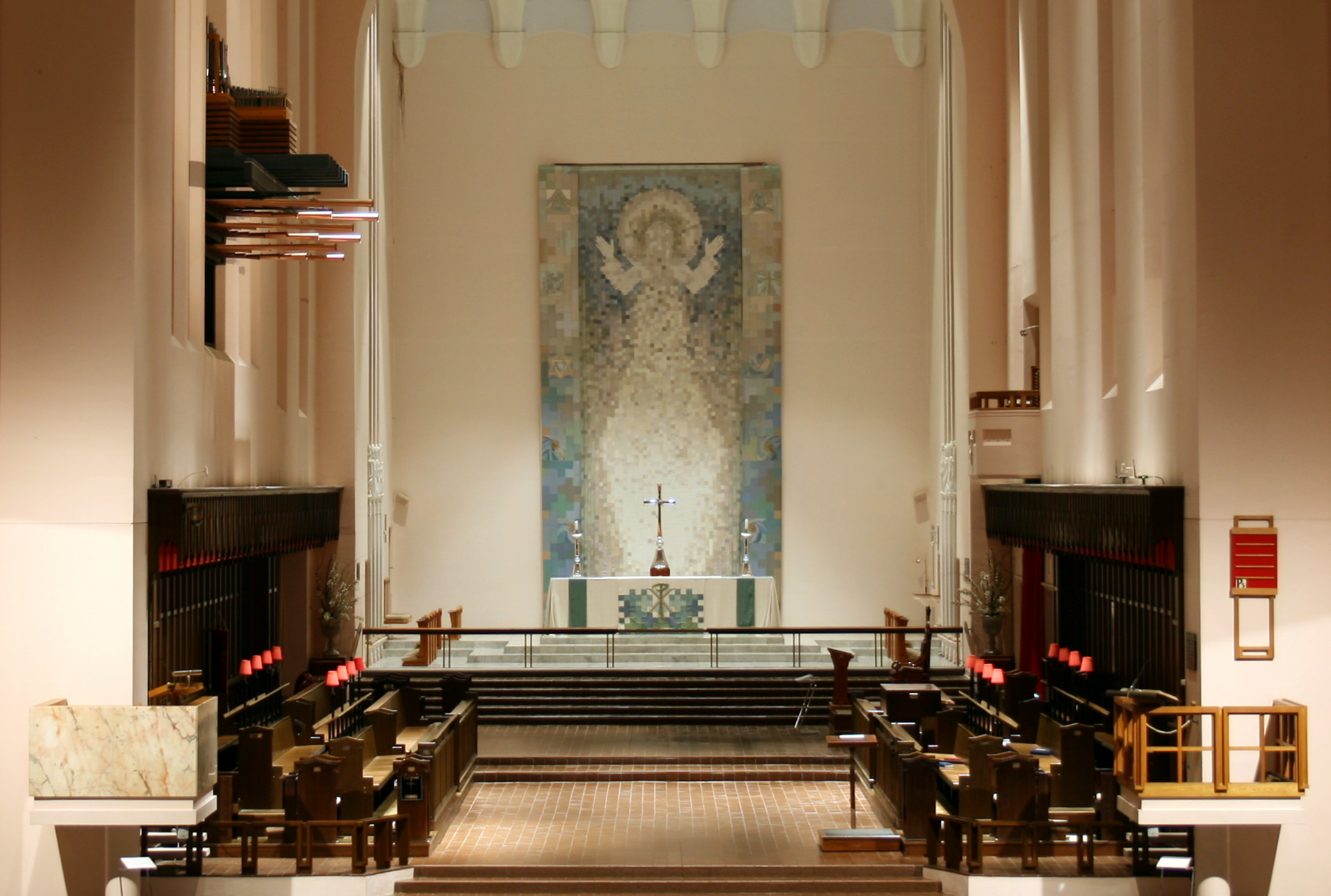
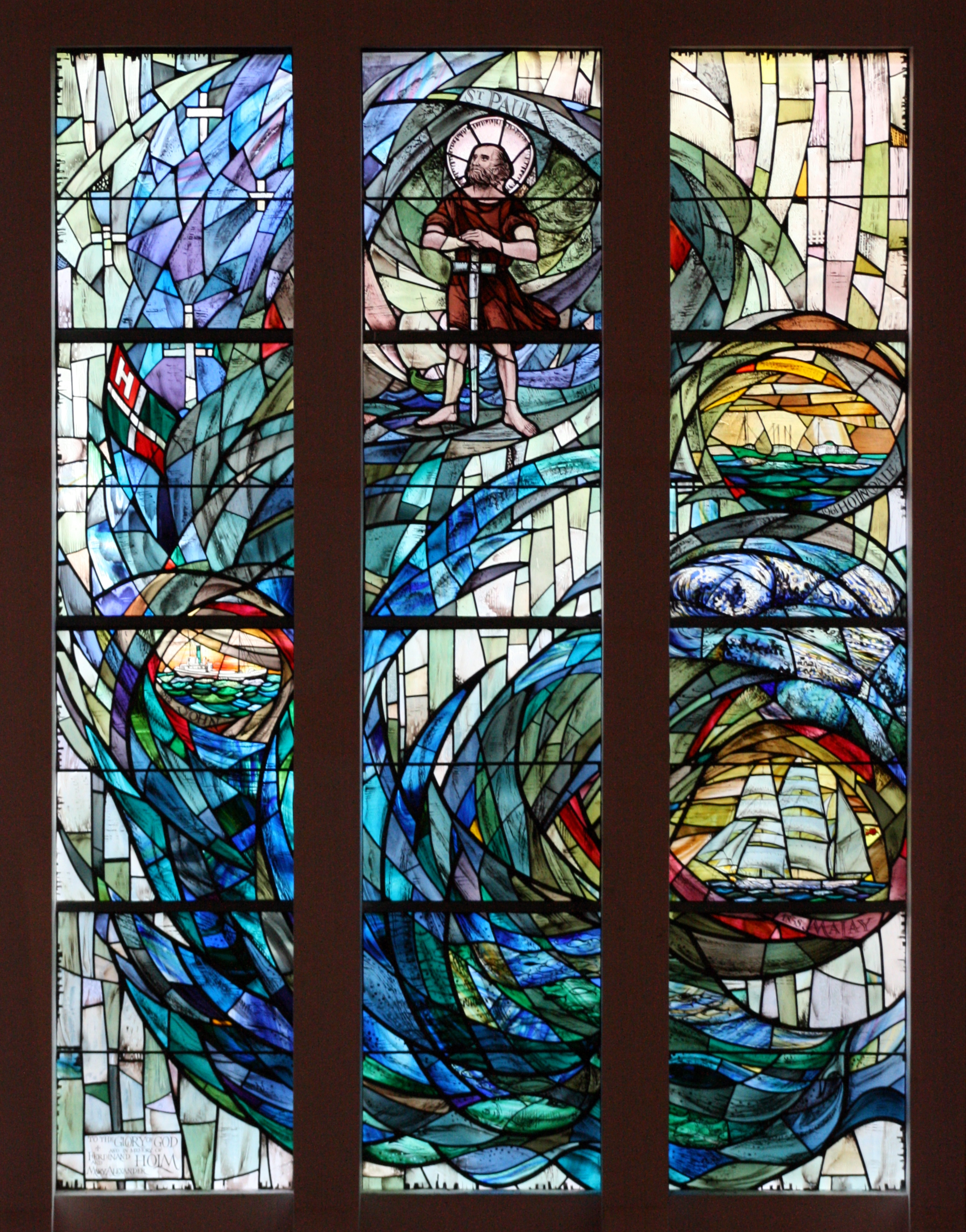
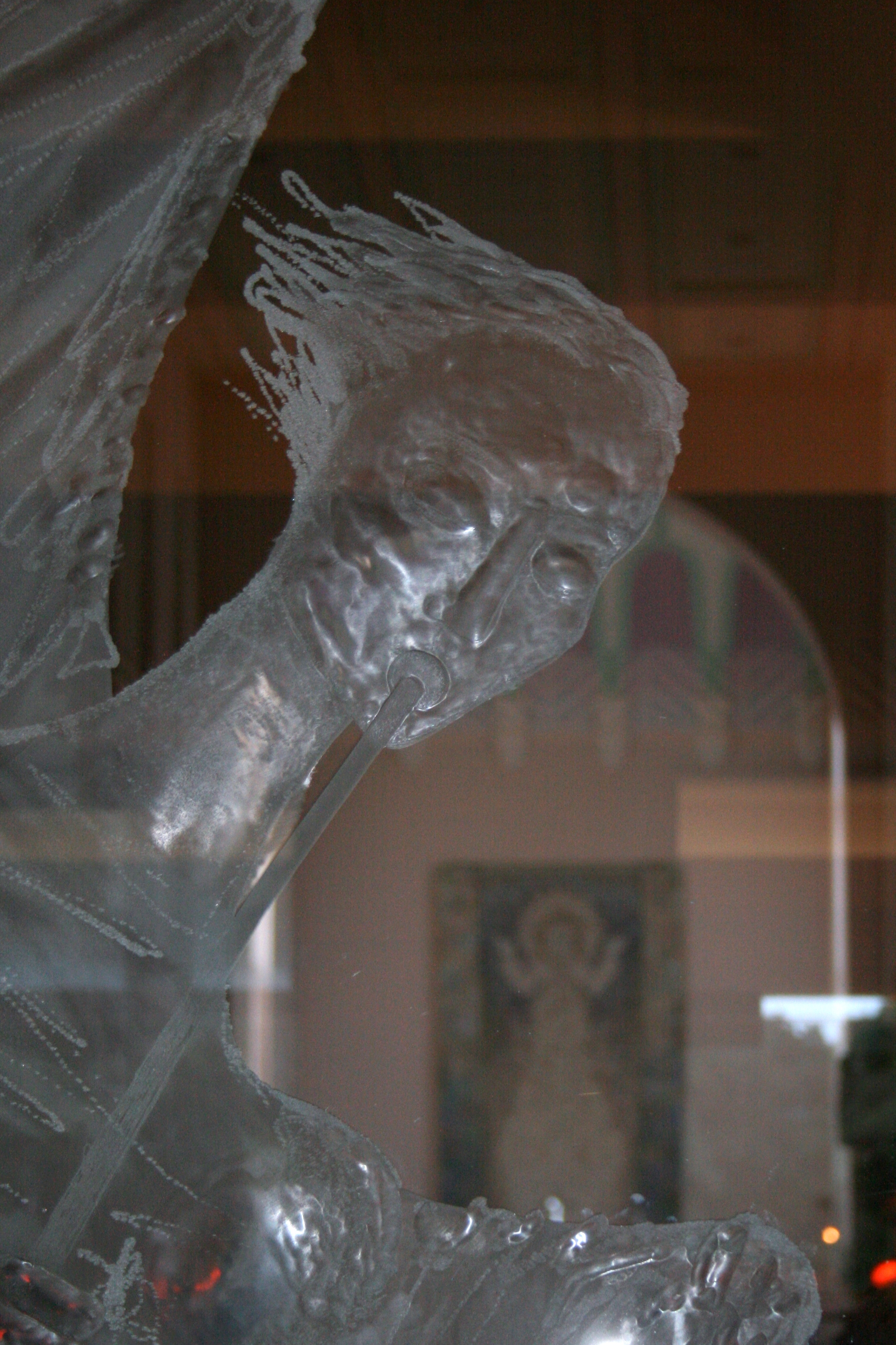